# Arnicourt
Arnicourt település Franciaországban, Ardennes megyében. Lakosainak száma 150 fő (2022. január 1.). Arnicourt Barby, Écly, Inaumont, Sery és Sorbon községekkel határos.

## Népesség
A település népességének változása:
| Lakosok száma | 111  | 107  | 130  | 154  | 163  | 160  | 157  | 155  | 153  | 150  |
|               | 1968 | 1982 | 1990 | 2006 | 2013 | 2015 | 2017 | 2019 | 2020 | 2022 |